# Karl Wilhelm von Kreckwitz
Karl Wilhelm von Kreckwitz (* 8. August 1722 in Ober Breslawitz; † 4. September 1774 in Berlin) war ein preußischer Oberst. 

## Leben

### Herkunft
Karl Wilhelm entstammte dem niederschlesischen Adelsgeschlecht von Kreckwitz. Seine Eltern waren Ernst Konrad von Kreckwitz und Johanna Eleonore von Sebottendorff a.d.H. Poppelwitz.

### Laufbahn
Kreckwitz begann seine Laufbahn am 12. Oktober 1737 im Berliner Kadettenhaus und wurde am 28. November 1740 Fahnenjunker im Infanterieregiment Nr. 26. Dort avancierte er am 1. Februar 1743 zum Fähnrich, 1747 zum Sekondeleutnant sowie 1752 zum Premierleutnant. Als Solcher hat Kreckwitz im Dezember 1757 für seine Leistung in der Schlacht bei Leuthen, wo er ebenso wie zuvor bei Prag verwundet wurde, den Orden Pour le Mérite erhalten, muss aber ebenfalls noch im Dezember 1757 zum Stabskapitän befördert worden sein. Am 16. Januar 1758 stieg er weiter auf zum wirklichen Kapitän. Nach der Schlacht bei Kunersdorf waren die personelle Verluste der Grenadierbataillone „Heyden“ und  „Bornstedt“ so erheblich, dass beide zusammengelegt wurden, Kreckwitz als dienstältester Grenadierhauptmann das Kommando darüber erhielt und es bei Korbitz in eine erste Feindberührung führte. Im Gefecht von Maxen geriet er Gefangenschaft, hatte aber bis dahin alles Feldzüge Friedrichs des Großen mitgemacht. Nächste Stufen auf seiner Tour waren seine Beförderung zum Major am 10. Dezember 1761, zum Oberstleutnant am 13. Juni 1772 und schließlich zum Oberst und Regimentskommandeur am 6. Juni 1773. Auf dieser Stelle blieb er bis zu seinem Tod. 
Kreckwitz war Erbherr auf Schimmelwitz und Linde im Herzogtum Oels.

### Familie
Kreckwitz hatte mit Anna Dorothea Vetter einen in Berlin geborenen Sohn Karl Wilhelm (* 1754). Er heiratete 1767 in Berlin die Gräfin Christine Karoline von Flemming (1744–1809), Tochter von Friedrich von Flemming und Johanna von Grumbkow. Aus dieser Ehe sind ebenfalls in Berlin die Kinder Anton Ernst (* 1769) und Kardine Friederike (* 1769), sowie die Tochter Charlotte Christine (* 1771) geboren, die 1796 Adam von Czarnowski heiratete.